# 궁수자리 세타
바이어 명명법에서 궁수자리 세타(Theta Sagittarii)라는 이름은 궁수자리의 두 별이 공유하고 있는 이름이다. 이 둘은 하늘에서 0.58° 떨어져 있다.
- 궁수자리 세타1(θ1 Sagittarii)
- 궁수자리 세타2(θ2 Sagittarii)

| Disambiguation icon | 이 문서는 명칭이 같고 같은 종류에 속하는 여러 대상을 연결하는 색인 문서입니다. |